# Roman Krivulkin
Roman Vladimirovich Krivulkin (tiếng Belarus: Раман Уладзіміравіч Крывулькін; tiếng Nga: Роман Владимирович Кривулькин; sinh 18 tháng 2 năm 1996) là một cầu thủ bóng đá Belarus. Tính đến năm 2017, anh thi đấu cho Krumkachy Minsk.

## Sự nghiệp
Sinh ra ở một ngôi làng nhỏ tại Vitebsk Oblast, Belarus, anh chuyển đến Saint Petersburg, Nga lúc 6 tuổi. Sau khi học tập vài năm ở học viện FC Zenit, anh ký hợp đồng với CSKA Moscow năm 2015. Không thể lên được đội chính, anh trở về Belarus năm 2017 và ký hợp đồng với Krumkachy Minsk.